# Куньлунь
Куньлу́нь, Куень-Лунь — одна з найбільших гірських систем у світі. Розташована в Китаї. Простягається з заходу на схід від Паміру до Сино-Тибетських гір на 2700 км, ширина 150—600 км. Найвищі вершини Люші-Шань (7167 м) та Улугмузтаг (6973 м). Південні схили Куньлуню поступово переходять у Тибетське плато.

## Географія

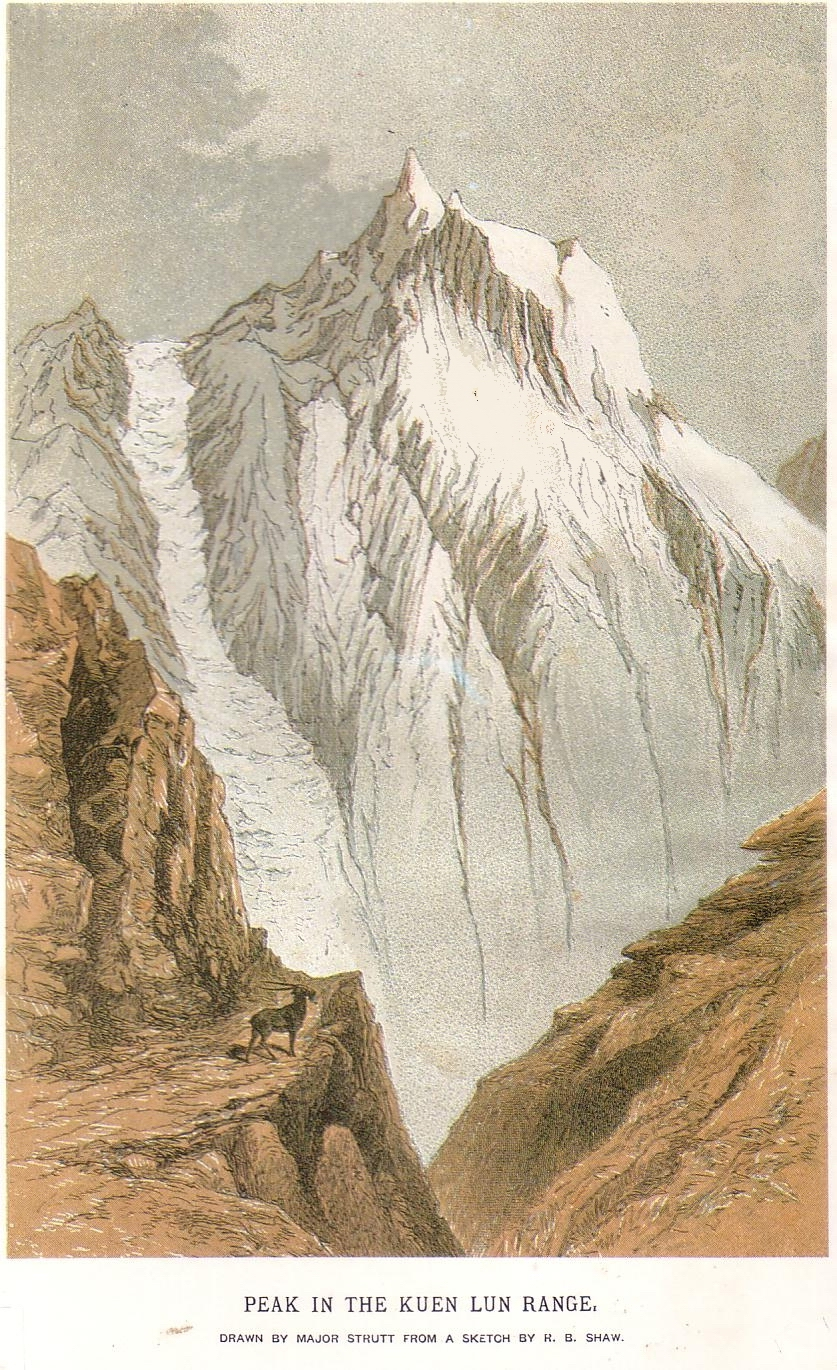
Пік в Куньлуні

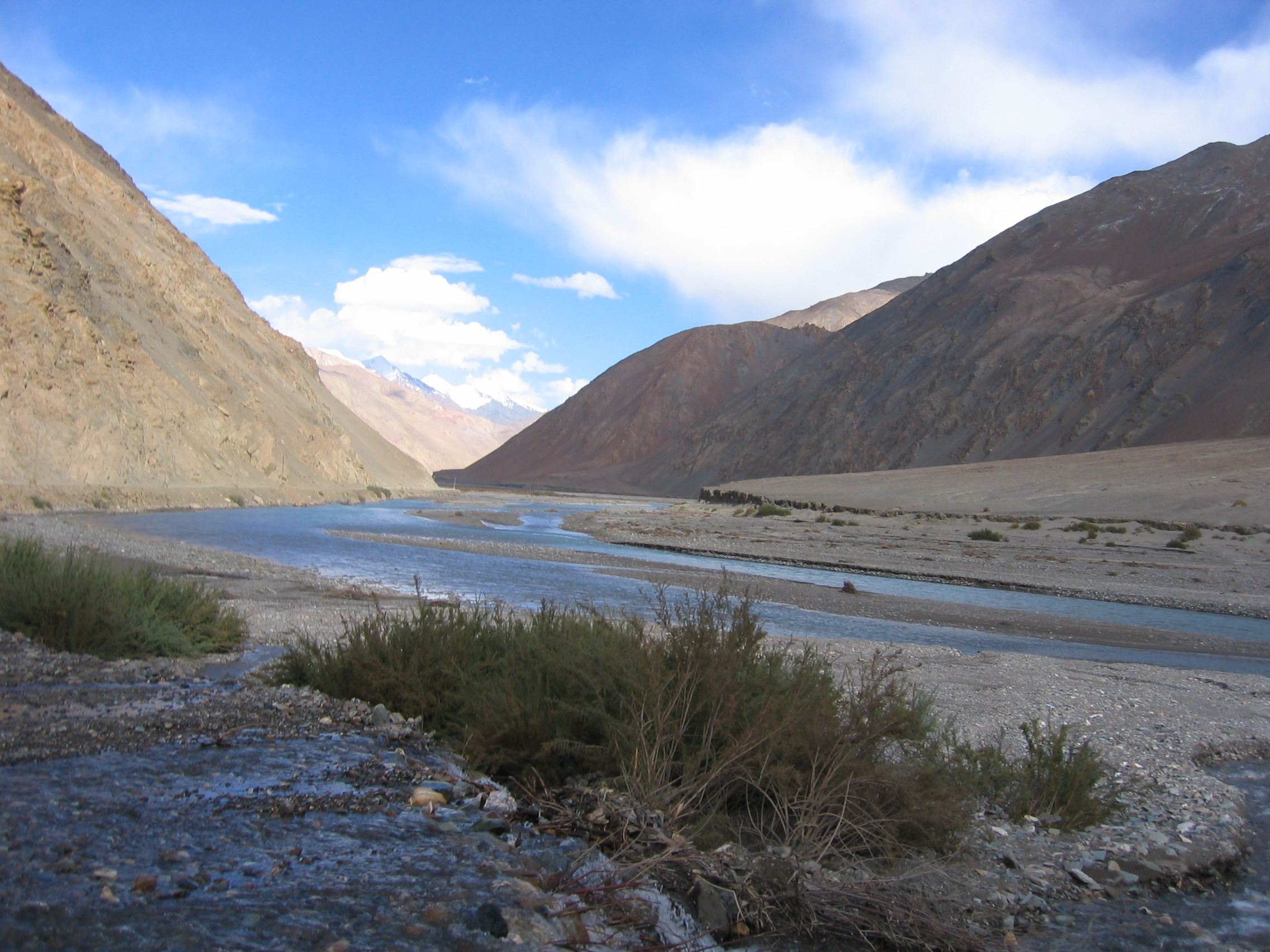
Річка Каракаш в Західному Куньлуні

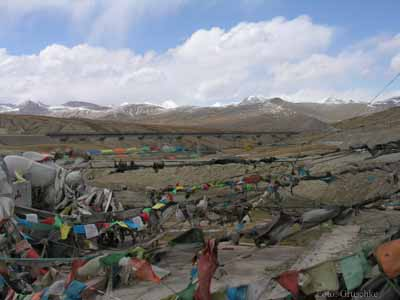
The Kunlun Pass

Основні хребти — Кашгарський, Руський, Алтинтаг, Аркатаг, Баян-Хара-Ула; до Куньлуню часто відносять Наньшань. Куньлунь належить до палеозойських складчастих утворень, які омолоджені альпійським орогенезом.
Складений переважно гранітами та іншими метаморфічними породами. Характерні широкі слабкорозчленовані вододіли, круті північні й пологі південні схили; численні осипи.
Клімат сухий, помірний, різко континентальний. Площа льодовиків 11,6 тис. км². Річки короткі, маловодні, у Східному Куньлуні (Наньшані) розташоване озеро Кукунор.